# Архимандрит Јефрем (Дабановић)
Јефрем Дабановић (Подгорица, 27. октобар 1974) је архимандрит Српске православне цркве и старешина Манастира Стањевићи.

## Биографија
Архимандрит Јефрем (Дабановић) рођен је 27. октобара 1974. године у Подгорици. Завршио Богословију Светог Петра Цетињског на Цетињу и Богословски факултет у Београду.
Замонашен је 10. фебруара 1996. године у Цетињском манастиру руком митрополита црногорско-приморског Амфилохија Радовића. Рукоположен за јерођакона на Недјељу мироносица 1997. године у Јерусалиму у Храму Васкрсења Христовог , a за јеромонаха 28. августа 2000. године у Манастиру Подмаине.
Одликован звањем игумана и протосинђела од митрополита црногорско-приморског др Амфилохија 7. октобра 2004. године, а за архимандрита 22. јуна 2018. године.